# 官埠桥镇 (咸宁市)
官埠桥镇，是中华人民共和国湖北省咸寧市咸安区下辖的一个乡镇级行政单位。

## 行政区划
官埠桥镇下辖以下地区：
官埠桥社区、张公庙社区、湖场村、渡船村、小泉村、官埠村、泉湖村、石子岭村、雨坛垴村、栗林村、甘鲁村、马安村、张公庙村、河背村、紫潭村和窑咀村。

## 交通
- 京广高速铁路：咸宁北站